# 三橋駅
三橋駅（みつはしえき）は、かつて福岡県山門郡三橋町（現・柳川市）大字中山に設置されていた、日本国有鉄道（国鉄）佐賀線の駅（廃駅）である。佐賀線の廃止に伴い、1987年（昭和62年）3月28日に廃駅となった。

## 歴史
- 1931年（昭和6年）9月24日：国有鉄道佐賀線の矢部川駅（現・瀬高駅） - 筑後柳河駅間の開業により、設置[1]。一般駅[1]。
- 1961年（昭和36年）10月1日：貨物の取り扱いを廃止[1]。
- 1963年（昭和38年）4月1日：業務委託駅となる（日本交通観光社に委託）[2]。
- 1967年（昭和42年）4月1日：荷物の取り扱いを廃止[3]。無人駅となる[4]。
- 1987年（昭和62年）3月28日：佐賀線の全線廃止に伴い、廃駅となる[1]。

## 駅構造
廃止時は、1面1線の単式ホームを有する無人駅であった。

## 駅跡
駅跡は福岡県道703号柳川筑後線として道路化され、かつての駅跡付近には、百町駅跡と同じく石碑が建てられている。現在は完全に道路として整備されており、かつて鉄道があった面影は残っていない。

## 隣の駅
日本国有鉄道
佐賀線
百町駅 - 三橋駅 - 瀬高駅